# Corvette

Das Logo der Corvette

Die Chevrolet Corvette (in Europa zwischenzeitlich nur Corvette) ist ein amerikanischer Sportwagen von General Motors, der seit Juni 1953 bisher in acht Generationen hergestellt wurde. Seit ihrer Einführung wurden bis 2010 in sechs Generationen über 1,5 Millionen Corvettes produziert. Die Auslieferung der achten Generation begann zum Jahresbeginn 2020.

## Name und Logo

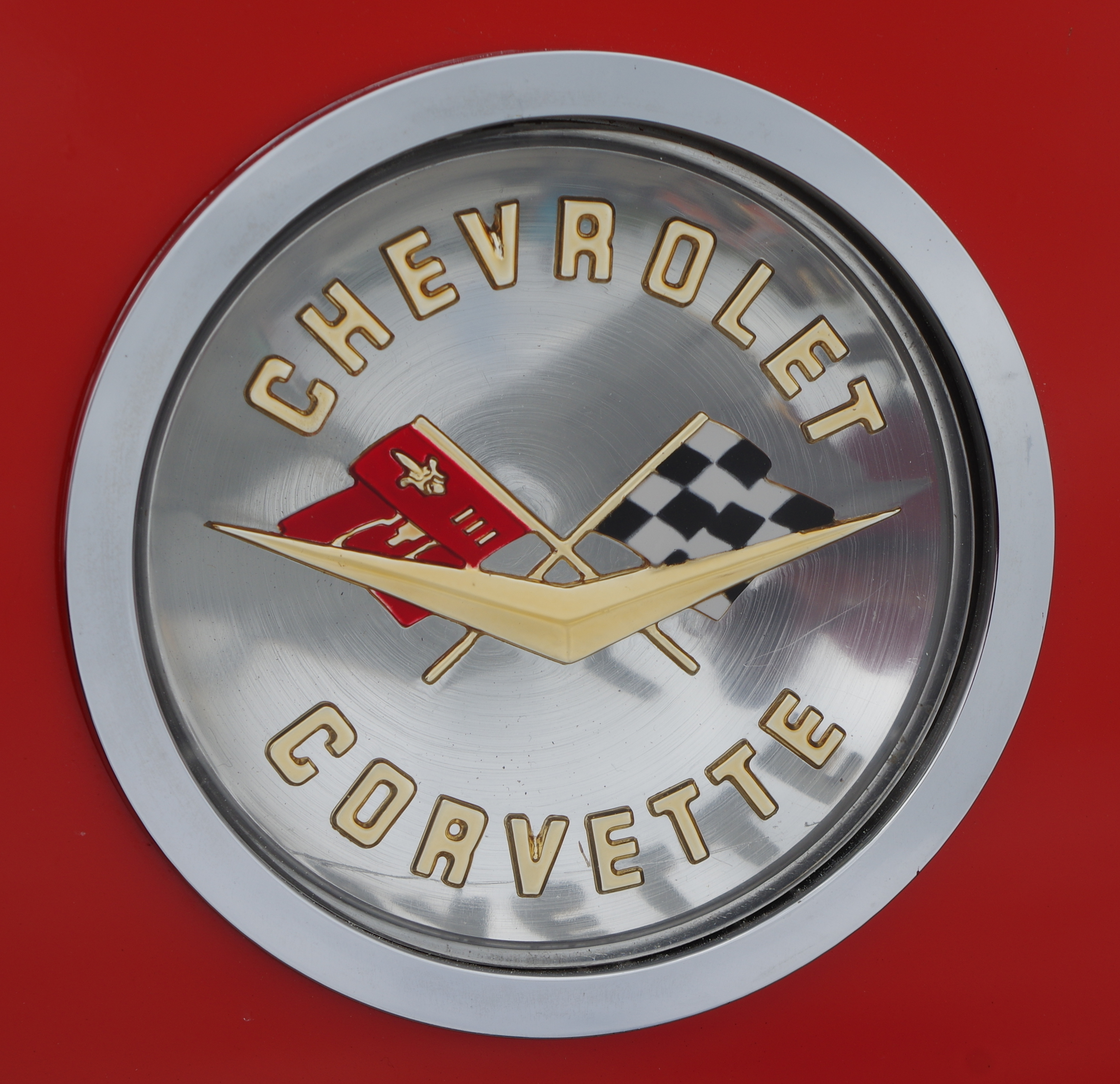
Logo an einer Corvette C1, Baujahr 1958

Benannt wurde die Corvette nach dem kleinen, wendigen Kriegsschiff. Gemäß einer Legende wurde für den neuen Sportwagen von General Motors ein Name gesucht, bis ein Mitarbeiter auf diesen Namen kam, während er in einem Wörterbuch suchte.
Der erste Entwurf des Corvette-Logos von Robert Bartholomew enthielt noch die US-amerikanische Flagge auf der linken Seite und die karierte Flagge auf der rechten Seite. Dieses Logo sollte auf der ersten Corvette 1953 erscheinen, wurde aber vier Tage vor der Präsentation wieder verworfen, da die Darstellung der amerikanischen Flagge auf einem kommerziellen Produkt nicht erlaubt war. Daher wurde stattdessen eine Flagge mit dem Chevrolet-Logo und der Fleur-de-Lis verwendet. Die stilisierte Schwertlilie (Fleur-de-Lis) wurde gewählt, da sie unter anderem für Reinheit steht und der Name Chevrolet französischsprachigen Ursprungs ist.
Bis heute wurde das Logo weiterentwickelt. So wurde die Anordnung der Flaggen gewechselt, und einige Farben wandelten sich mit der Zeit. Waren die beiden Flaggen am Anfang noch in ein kreisrundes Emblem eingebettet, so traten sie immer weiter in den Vordergrund und stehen heute ohne jede Umrandung oder Beiwerk.

## Entstehung
Anfang der 1950er-Jahre waren europäische Sportwagen in den USA sehr populär, was zur Entwicklung eines nationalen Sportwagens für die neu gebauten Interstate-Highways führte. Während General-Motors-Chefdesigner Harley Earl im September 1951 ein Sportwagenrennen in Watkins Glen im Bundesstaat New York besuchte, kam ihm die Idee zum Bau eines solchen Fahrzeugs. Es war ein Jaguar, der ihn zur Entwicklung der Corvette inspirierte: Der futuristisch gezeichnete Sportwagen Jaguar XK 120 mit Aluminiumkarosserie sorgte auf Anhieb für Furore und begeisterte unter anderem auch Hollywood-Filmstars.
Im Jahre 1952 schlug deshalb Harley Earl vor, einen offenen Zweisitzer mit einer Karosserie aus glasfaserverstärktem Kunststoff anzubieten. Am 2. Juni 1952 erlaubte der General-Motors-Präsident Harlow Curtice den Bau eines Prototyps; somit war die Entscheidung gefallen, einen Sportwagen zu bauen. Harley Earl stellte deshalb einen Jaguar XK 120 als Inspirationshilfe ins GM-Studio und ließ ein erstes zweisitziges Konzeptfahrzeug bauen. Das Projekt lief unter dem Codenamen „Opel“ – 15 Jahre später sollte die Corvette wiederum die Entwicklung des Opel GT initiieren. Chevrolet-Chefingenieur Ed Cole, zusammen mit Harley Earl geistiger Vater der Corvette, erhielt im Juli 1953 kompetente Verstärkung: Zora Arkus-Duntov, ein damals junger, rennsportbegeisterter Ingenieur kam zu General Motors. Auch Duntov wird später als „Vater der Corvette“ bezeichnet, da er nicht nur am Erfolg der C1 entscheidend beteiligt war.
Die erste Corvette C1 hatte einen 3,8-Liter-R6-Motor mit einer Leistung von 114 kW (155 PS). Die Corvette wurde jedoch erst erfolgreich, als der Chef-Techniker 1957 anordnete (der junge Ingenieur hatte erst zwei Jahre zuvor seine Arbeit bei General Motors begonnen), dass die Corvette einen Small-Block-V8-Motor erhalten soll. Dieser sogenannte Small-Block wird bis heute in jede Corvette eingebaut.
Keine der ersten drei Generationen hielt den Ansprüchen der damaligen deutschen Autotester stand. „Schein-Sportwagen“ meinte die Welt am Sonntag in ihrem Test der Corvette C3 vor fast dreißig Jahren, Tester Hans Werner Loose berichtete von „einem Fahrverhalten wie ein Känguru“ auf welliger Fahrbahn und klagte über die schlechte Federung.
Erst seit der Corvette C4 ZR-1 und spätestens seit der C5 wird die Corvette auch in Europa als ernstzunehmender Sportwagen angesehen. In der Tat gewann die Corvette in dieser Hinsicht erst mit der fünften Generation deutlich an Boden. Seit deren Erscheinen im Jahr 1997 wurden Erfolge gegen die europäischen Konkurrenten auf der Rennstrecke erzielt: Fünf Siege in der Gruppe GT1 beim 24-Stunden-Rennen von Le Mans und der Gewinn der Gruppe GT3 stehen für die Corvette zu Buche.
Diese Erfolge im Rennsport trugen ebenfalls zum Erfolg und Beliebtheit bei. Die Corvette gilt aber seit der ersten C1 bis heute zur aktuellen C8 als ein Sportwagen mit einem sehr guten Preis-Leistungs-Verhältnis.
Dave Hill, Chef-Ingenieur der Corvette C5 und C6, hatte dazu ein berühmtes Zitat bezüglich der Corvette:

„Wir wollen keine Sammlerstücke bauen, wie es andere große Marken tun, wir wollen Sportwagen bauen, die sich jeder arbeitende Amerikaner leisten kann.“

Die Corvette hat eine umfangreiche Serienausstattung und viele technische Neuheiten. Seit der Corvette C5 ist beispielsweise auch das Head-up-Display (HUD) ein bekanntes Feature. Mit diesem lassen sich verschiedene Parameter wie beispielsweise Geschwindigkeit, Drehzahl und Tankanzeige auf die Windschutzscheibe projizieren. Erwähnenswert sind auch die speziellen Reifen mit Notlaufeigenschaften, die ebenfalls seit der C5 zur Grundausstattung gehören. Mit diesen Reifen kann man trotz einer Reifenpanne mit einer verminderten Geschwindigkeit bis zu 300 km weit fahren. Somit wird kein Reserverad mehr benötigt. Außer in einigen Sondereditionen sind diese Extras seitdem bei jeder Corvette serienmäßig.
Merkmale, die bei den Corvette-Baureihen ständig wiederkehren, sind unter anderem das abnehmbare Targadach beim Coupé, die Kunststoffkarosserie aus glasfaserverstärktem Kunststoff, der V8-Motor mit großem Hubraum, Fahrwerk mit Quer-Blattfedern und runde Heckleuchten. Bis zum Modell C6 galten auch Klappscheinwerfer als typisches Merkmal, diese wurden jedoch durch offene Scheinwerfer mit aggressivem Look ersetzt. GM orientiert sich bei der Corvette nun mehr an europäischem Autodesign, Ähnlichkeit im Detail erinnert an aktuelle Modelle von Ferrari.
Nachdem in Europa ab 2005 Fahrzeuge der koreanischen Marke GM Korea als Chevrolet verkauft wurden, lief die Corvette ab Einführung der sechsten Modellgeneration nur noch unter dem Markennamen Corvette, um sich von diesen Chevrolet-Fahrzeugen abzusetzen. In Europa wurde die Corvette vom europäischen Generalimporteur Kroymans vertrieben. Kroymans musste am 23. März 2009 Insolvenz anmelden. Seit dem Rückzug von GM Korea vom europäischen Markt wird die Corvette wieder unter der Marke Chevrolet vertrieben. Die achte Generation wird ausschließlich für das Modelljahr 2020 ebenfalls als „Holden Corvette“ in Australien und Neuseeland vertrieben.
Seit 1994 besteht unweit der Produktionsstätte Bowling Green Assembly Plant im US-Bundesstaat Kentucky das National Corvette Museum; dieses unterstützt auch die Corvette Hall of Fame, die seit 1998 alljährlich durchschnittlich drei Personen aufnimmt, die im Laufe ihres Lebens der Corvette, sei es als Motorsportler, Konstrukteur oder Manager, eng verbunden waren.

## Generationen
Die Corvette C1 erschien im Jahr 1953 als Zweisitzer mit einer geschwungenen Karosserie aus glasfaserverstärktem Kunststoff. Ein Jahrzehnt später wurde die Corvette C2 „Sting Ray“ auf den Markt gebracht. Die Anmut des „Mako Shark“-Konzeptfahrzeugs von 1961 inspirierte die aggressive Linienführung der Corvette C3, während die Corvette C4 und C5 mit modernerer Technik und gutem Fahrverhalten auch bei Höchstgeschwindigkeit bequem zu fahren sind.
Die älteren Generationen der Corvette sind auch heute noch sehr beliebt und begehrte Sammlerobjekte, die zum Teil hohe Preise erzielen. Die Modelle Corvette C6 Coupé, Convertible und C6 Z06 profitieren von Siegen beim Rennen von Le Mans. Ende des Jahres 2007 wurde die C6 ZR1, die bisher schnellste Corvette, vorgestellt.

### Corvette C1

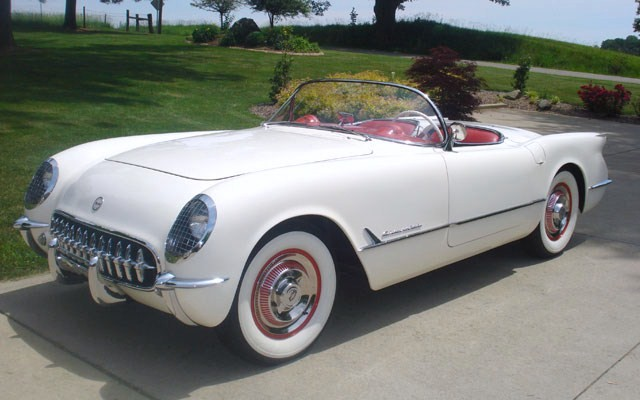
Corvette C1 (1953)

Die erste Corvette wurde Anfang 1953 vorgestellt und neun Jahre lang bis zum August 1962 gebaut. Sie war für ihre Zeit und die USA ziemlich klein. In den knapp zehn Jahren Bauzeit wurde der Wagen mehrfach überarbeitet und bekam immer größere Motoren. Richtig erfolgreich wurde das Modell erst mit dem ab 1954 erhältlichen V8-Motor und dem Dreiganggetriebe. Die Karosserie aus glasfaserverstärktem Kunststoff wurde 1956 modernisiert, es gab andere Scheinwerfer und Rückleuchten, Kurbelfenster und Zweifarblackierung. Heute werden für entsprechend gepflegte C1-Modelle sehr hohe Liebhaberpreise bezahlt.

### Corvette C2

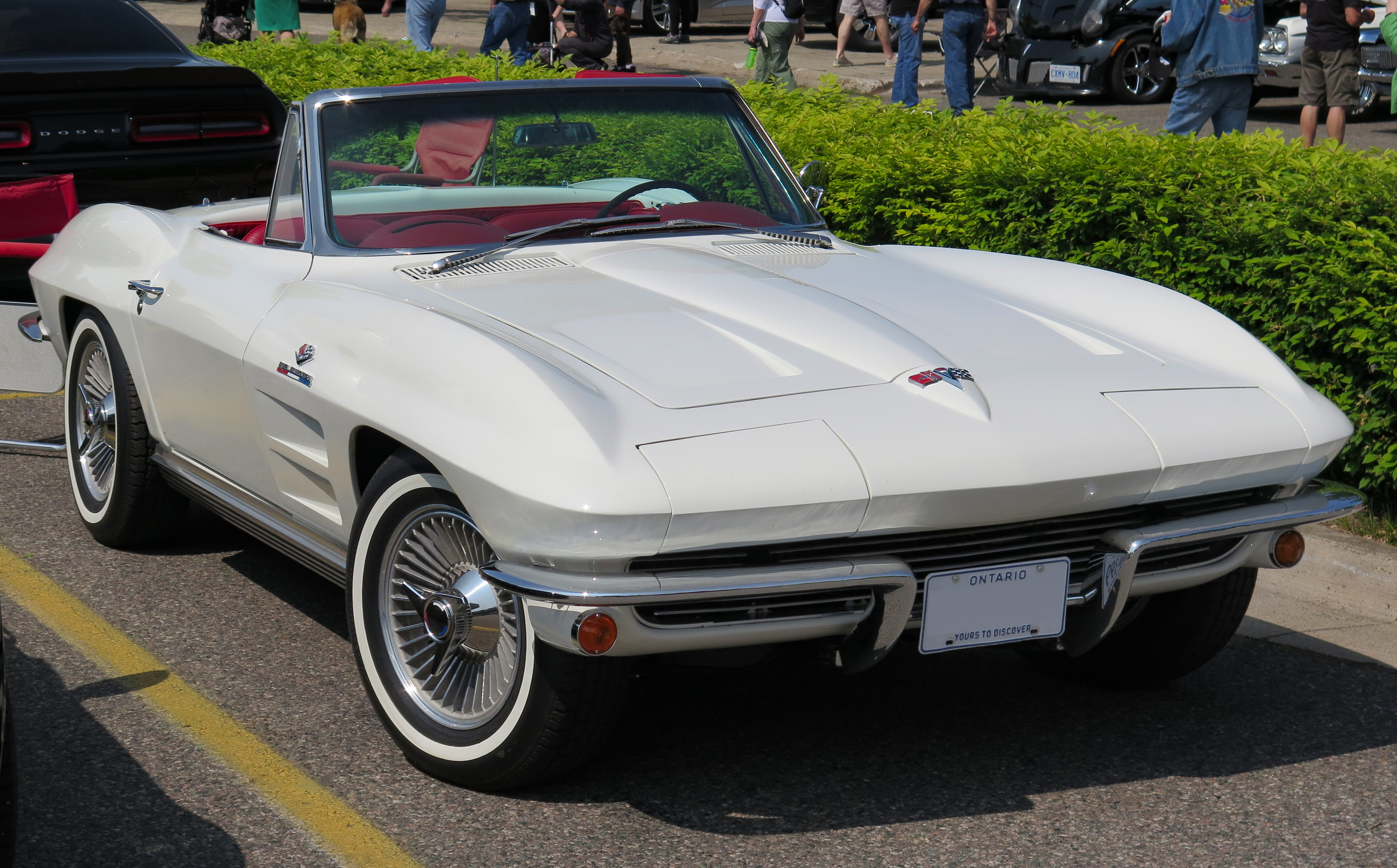
Corvette C2 (1964)

Eine neue Corvette – genannt „Sting Ray“ – erschien im Herbst 1962 und wurde bis Mitte 1967 gebaut.
Anders als beim Vorgänger C1, die nur als Roadster gebaut wurde, gab es jetzt erstmals auch ein Corvette Coupé. Zum ersten Mal bei diesem Modell gab es die Klappscheinwerfer, die über 40 Jahre typisch für die Corvette sein sollten. Die V8-Motoren erhielten einen Hubraum von bis zu 7,0 Litern und haben ein hohes Drehmoment.
Die C2 hatte überraschenderweise trotz ihres Erfolgs mit nur knapp über vier Jahren die kürzeste Bauzeit aller Generationen. Dementsprechend rar und gesucht sind heute gut erhaltene Exemplare.

### Corvette C3

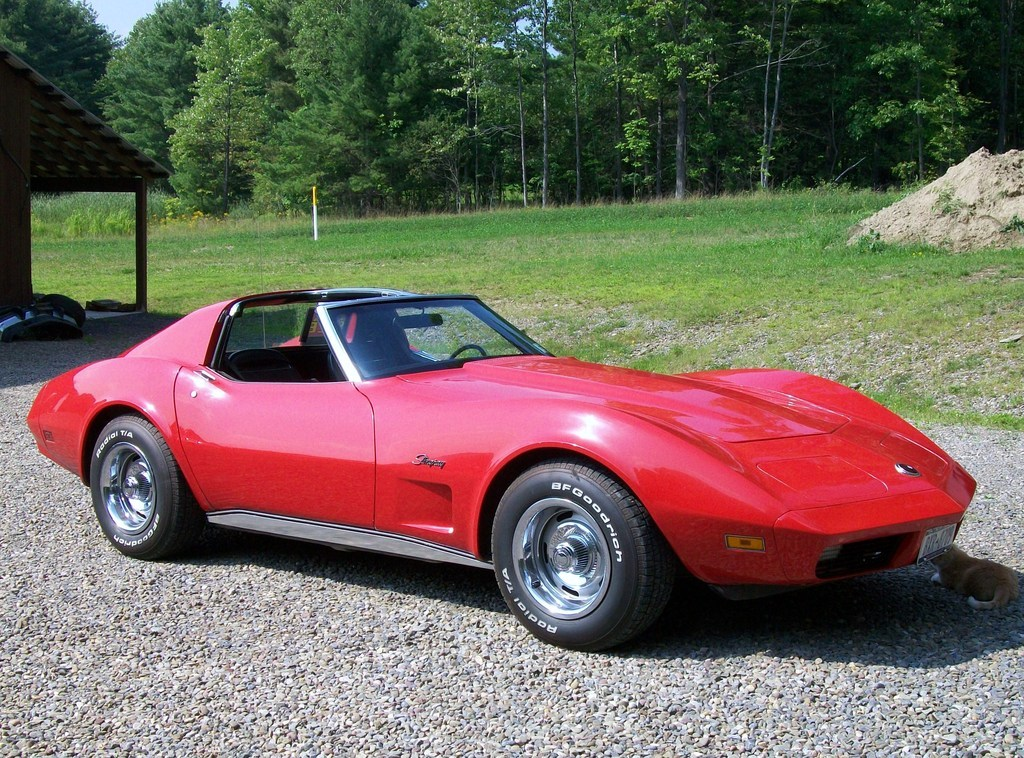
Corvette C3 (1974)

Die dritte Generation wurde von September 1967 bis Oktober 1982 gebaut. Sie hatte von 1969 bis 1976 den Schriftzug „Stingray“ (nun ohne Leerzeichen) auf dem Kotflügel. Die Abmessungen waren gegenüber dem Vorgänger stark gewachsen. Äußerlich erinnerte sie an das „Mako-Shark“ Show-Car, ein Konzeptfahrzeug, das im Jahre 1965 vorgestellt worden war. Der sogenannte „Big-Block“-Motor wurde auf 7,4 Liter aufgebohrt und hat damit den größten Hubraum der Corvette-Geschichte. Wegen drastisch verschärfter Sicherheitsvorschriften musste die Produktion des Cabrios jedoch 1975 eingestellt werden.
Die C3 wurde wegen ihrer markanten Karosserie berühmt und gilt heute noch als Kultobjekt unter Corvette-Fans. Sie ist mit 15 Jahren Produktionszeit die am längsten gebaute Corvette-Generation.

### Corvette C4

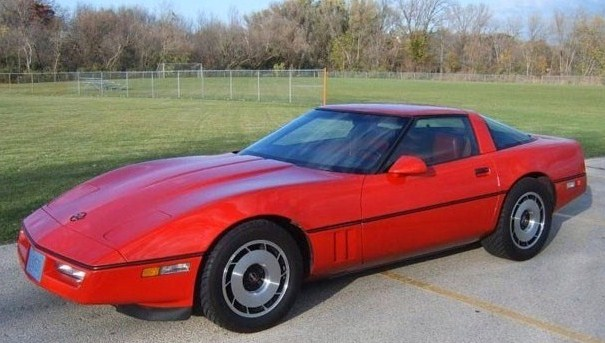
Corvette C4 (1984)

Die vierte Corvette wurde wegen Verspätung erst im Frühjahr 1983 vorgestellt, die erste ausgelieferte C4 gilt daher als „Modelljahr 1984“. Die C4 wurde bis Ende 1996 produziert.
1986 kam dann nach über zehn Jahren wieder das Cabrio zurück ins Modellprogramm. Die Karosserie war im Gegensatz zu der des Vorgängers C3 eher schlicht und unauffällig gehalten. Das im Jahre 1989 vorgestellte Topmodell ZR-1 erreichte sehr gute Fahrleistungen und war erstmals europäischen Sportwagen ebenbürtig.

### Corvette C5

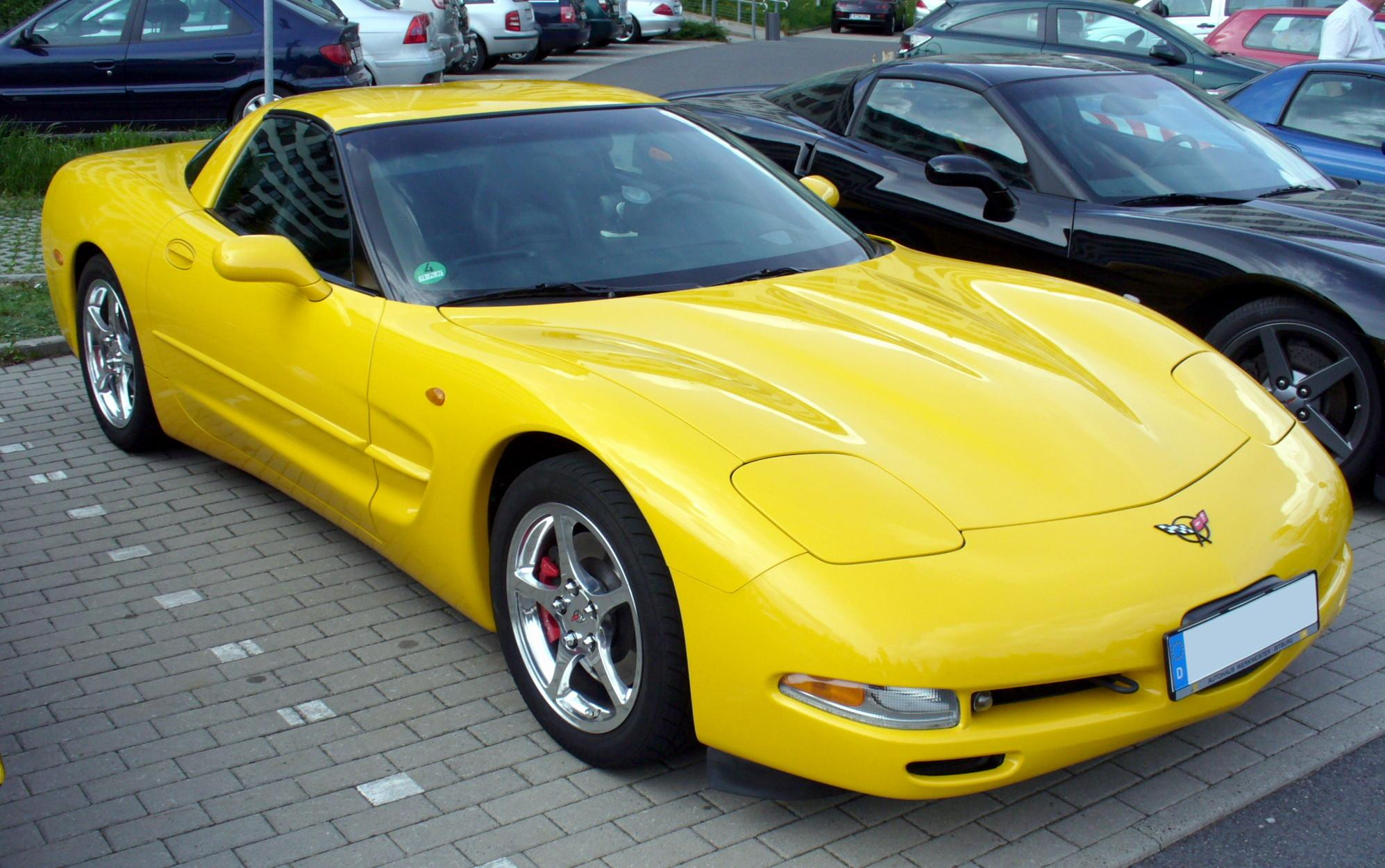
Corvette C5 (1998)

Anfang 1997 folgte die Corvette C5, wobei sich die Einführung unter anderem aus finanziellen Gründen um zwei Jahre verzögert hatte. Seit dieser Generation wurde die Corvette dank modernisierter Technik (die Karosserie, der Aluminium-Motor und das Fahrwerk waren komplett neu konstruiert) und den daraus resultierenden besseren Fahrleistungen auch international als vollwertiger Sportwagen angesehen. Man konnte, zumindest in den USA, zwischen drei verschiedenen Karosserieversionen wählen: Coupé mit herausnehmbarem Dachmittelteil, Coupé mit festem Dach und Cabriolet.
Die fünfte Generation wurde bis Anfang 2004 gebaut und gilt heute als zuverlässiger Sportwagen mit einem guten Preis-Leistungs-Verhältnis.

### Corvette C6

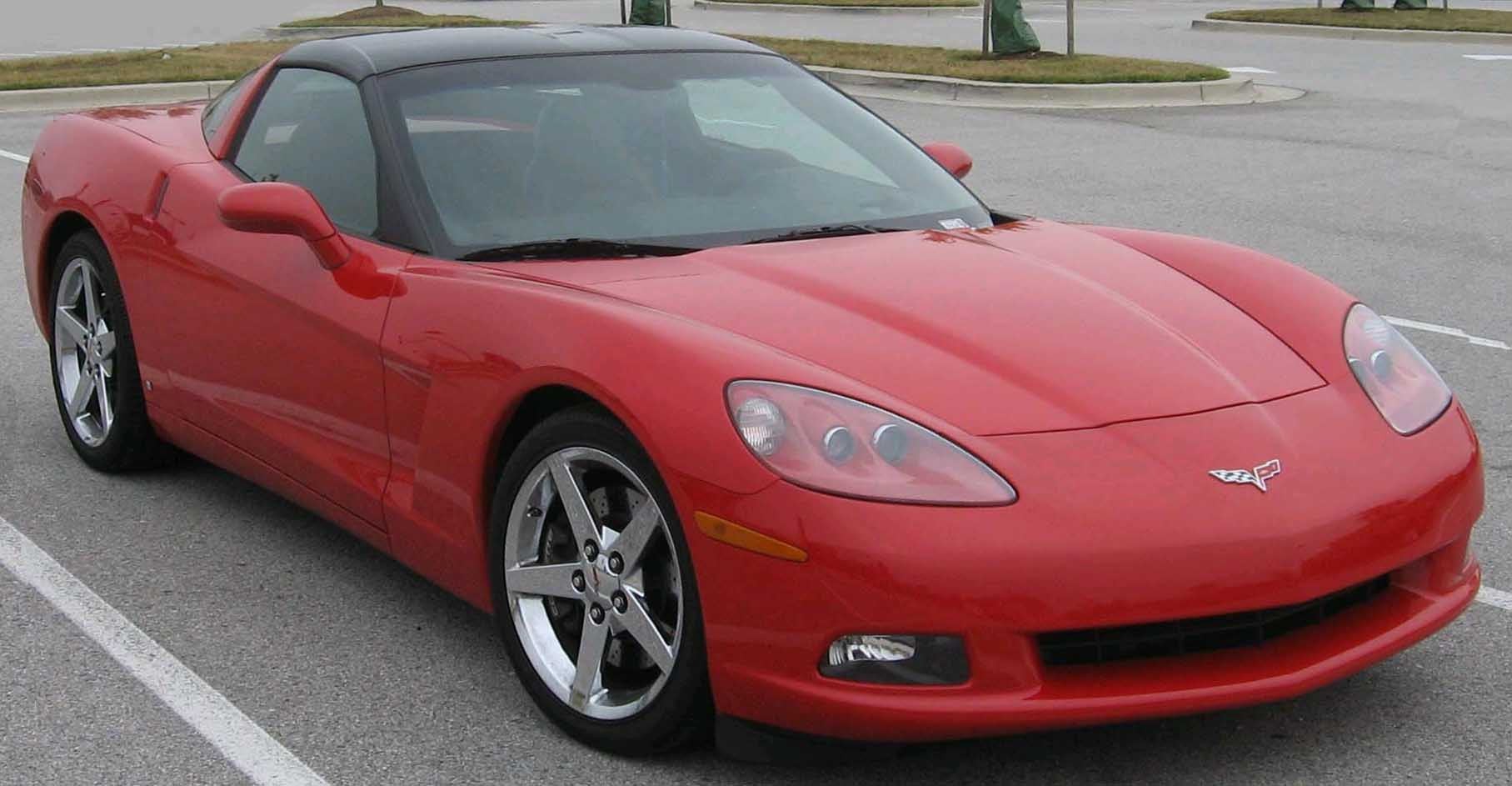
Corvette C6 (2006)

Die Corvette C6 wurde Anfang 2005 eingeführt. Die Karosserie ist leicht geschrumpft, das Aussehen wurde überarbeitet. Mit der Einführung der C6 verschwanden nach über 40 Jahren die seit der zweiten Generation verwendeten Klappscheinwerfer. Der 5,7-Liter-V8-Motor wurde in der Basis-C6 zunächst durch eine Version mit 6,0 Liter und im Jahre 2008 durch eine Version mit 6,2 Liter Hubraum ersetzt. Auch der Innenraum wurde modernisiert und die Verarbeitungsqualität verbessert.
Die sechste Generation gehörte ab 2006 mit der Z06 mit 7 Litern Hubraum und 376 kW (512 PS) und ab 2008 mit der ZR1 mit aufgeladenem 6,2-Liter-V8 mit 475 kW (647 PS) zur Sportwagen- oder Supersportwagen-Klasse.
Im Frühjahr 2013 endete die Fertigung der sechsten Corvette.

### Corvette C7

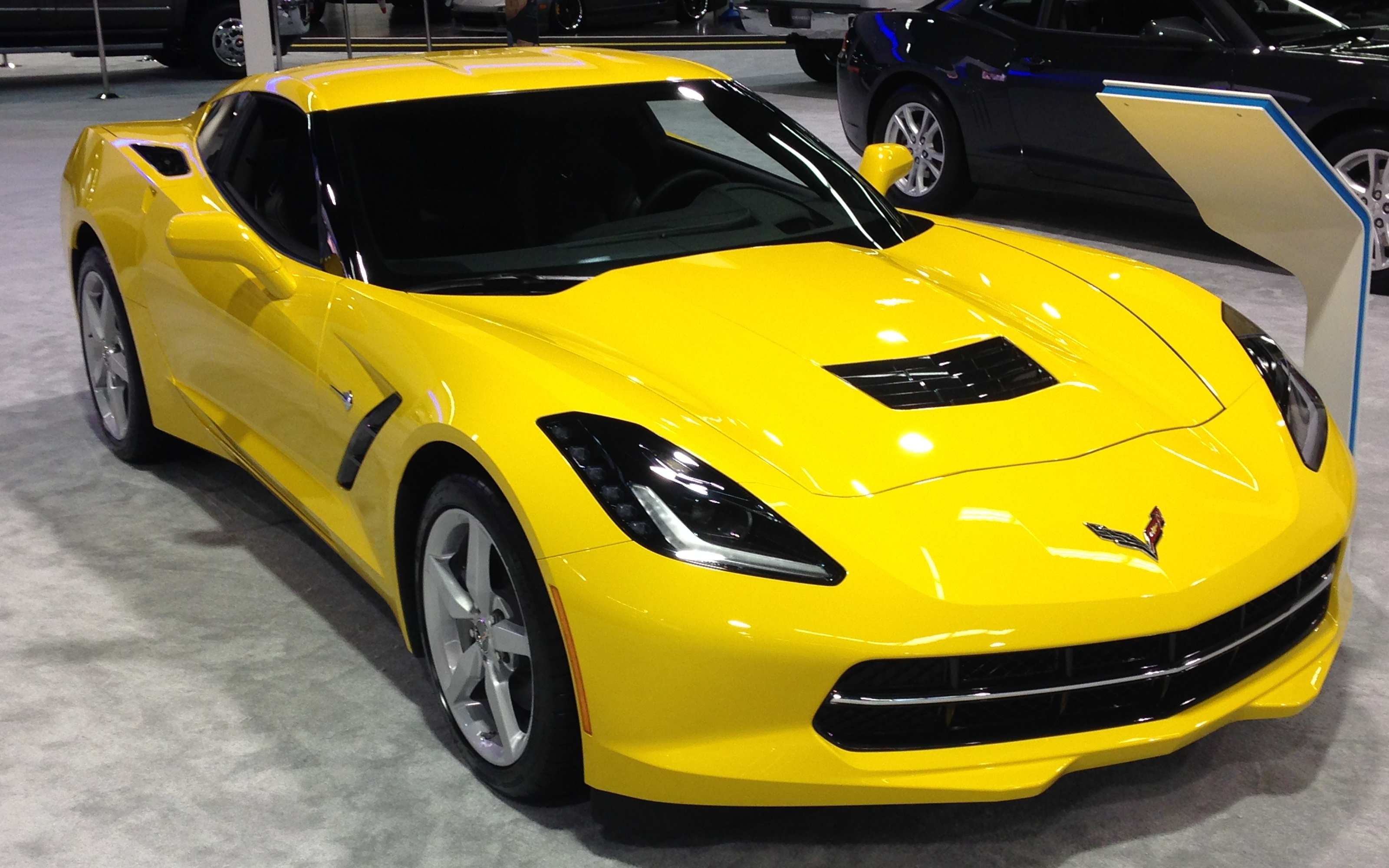
Corvette C7 (2013)

Die neue Corvette (C7) wurde am 13. Januar 2013 (am Abend vor der offiziellen Eröffnung der Detroit Autoshow) vorgestellt.
Der neue LT1-Basismotor, der von GM bereits 2012 vorgestellt wurde, hat 6,2 Liter Hubraum, leistet 335 kW (450 hp/455 PS) und gibt ein maximales Drehmoment von 610 Newtonmetern ab. Der Motor blieb ein Smallblock-V8, jedoch erstmals mit Benzindirekteinspritzung, variabler Ventilsteuerung und der Zylinderabschaltung AFM (Active Fuel Management), die bei niedriger Motorlast vier der acht Kolben leer mitlaufen lässt.

### Corvette C8

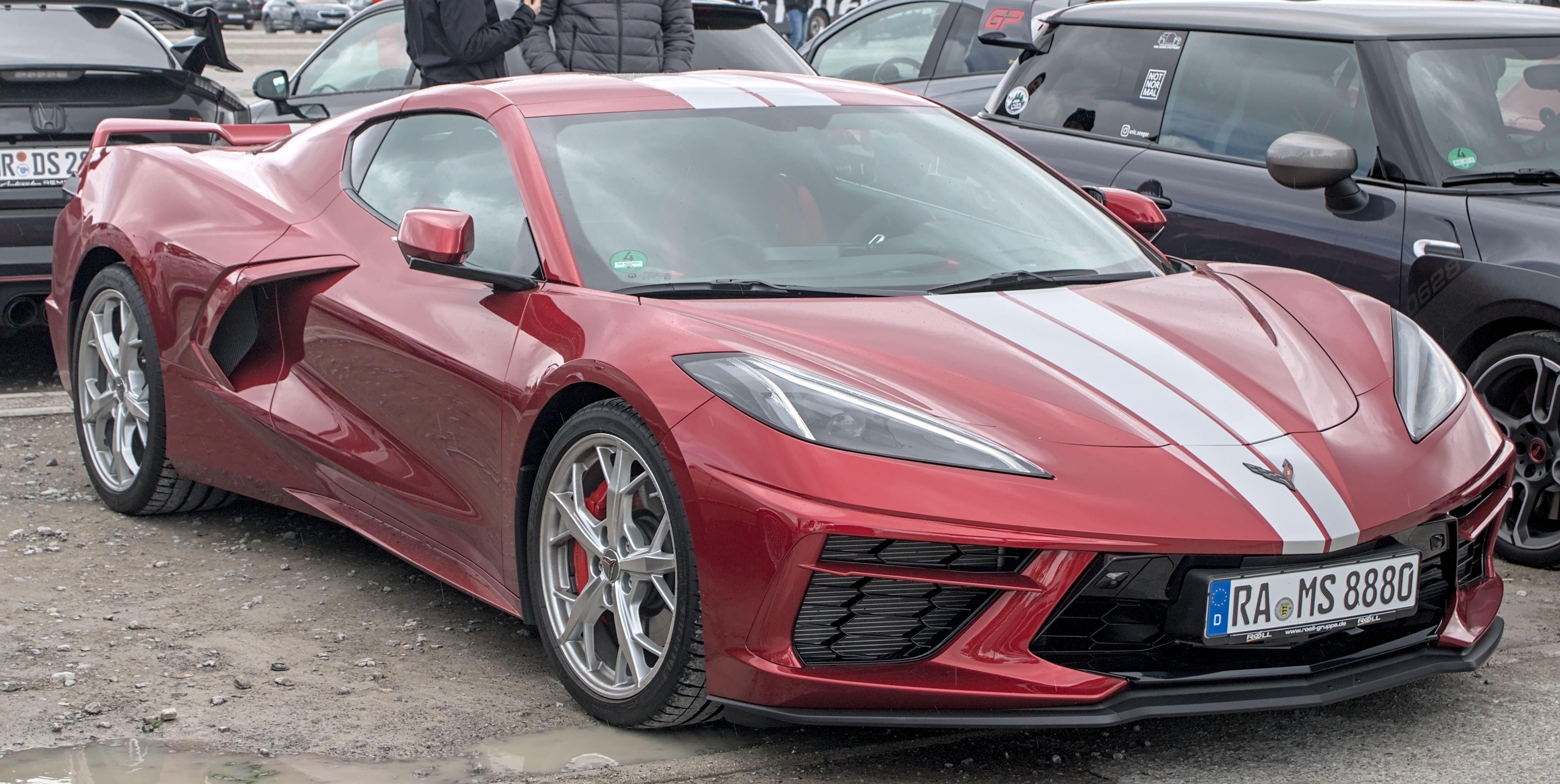
Corvette C8 (2019)

Die achte Generation wurde im Juli 2019 vorgestellt und bricht mit der langen Motorhaube, denn die Corvette C8 Stingray erhält als Erste einen Mittelmotor hinter den Sitzen. Der V8-Saugmotor mit dem Motorcode LT2 in der Modellvariante Stingray hat weiterhin 6,2 Liter Hubraum. Er leistet jetzt 369 kW (495 hp) und hat ein maximales Drehmoment von 637 Newtonmetern, das erstmals über ein achtstufiges Doppelkupplungsgetriebe an die Hinterachse übertragen wird. Die ersten Fahrzeuge wurden Anfang 2020 ausgeliefert.

## Technische Daten
| Generation                         | C1                                                       | C1                                                            | C2                                                            | C3 | C4                                              | C5 | C6 | C7 | C8                                                  |
| ---------------------------------- | -------------------------------------------------------- | ------------------------------------------------------------- | ------------------------------------------------------------- | --- | ----------------------------------------------- | --- | --- | --- | --------------------------------------------------- |
| Bauzeit                            | 1953–1955                                                | 1955–1962                                                     | 1962–1967                                                     | 1967–1982 | 1983–1996                                       | 1997–2004 | 2005–2013 | 2013–2019 | ab 2019                                             |
| Motorbauart                        | Reihensechszylinder                                      | V8                                                            | V8                                                            | V8 | V8                                              | V8 | V8 | V8 | V8                                                  |
| Bohrung × Hub                      | 90,4 mm × 100,1 mm                                       | 95,25 mm × 76,2 mm                                            | 101,6 mm × 82,55 mm                                           | 101,6 mm × 88 mm | 101,6 mm × 88 mm                                | 101,6 mm × 88 mm | 101,6 mm × 92 mm 103,25 mm × 92 mm 104,8 mm × 101,6 mm | 103,25 mm × 92,00 mm                                                                                                  | 103,25 mm × 92,00 mm                                |
| Hubraum                            | 3,8 l                                                    | 4,3–5,4 l                                                     | 5,4–7 l                                                       | 5,4–7,4 l | 5666 cm³                                        | 5666 cm³ | 5967 cm³ (LS2) ab Mj. 2008: 6162 cm³ (LS3) Z06: 7011 cm³ (LS7) ZR1: 6162 cm³ (LS9)                                                                              | 6162 cm³ (LT1) | 6162 cm³ (LT2)                                      |
| Leistung                           | 110–114 kW (150–155 PS)                                  | 143–265 kW (195–360 PS)                                       | 184–320 kW (250–435 PS) (L88 bis zu 550 PS)                   | 121–320 kW (165–435 PS) (L88 zwischen 540 und 588 PS je nach Oktanzahl im Benzin). Höchste Leistung mit 103 Oktan Benzin | 151–243 kW (205–330 PS) (ZR-1: 380–411 PS)      | 253–257 kW (344–350 PS) Z06: 385–411 PS | 297–325 kW (404–442 PS) Z06: 512 PS; ZR1: 647 PS | 335 kW (455 PS) Z06: 485 kW (659 PS) ZR1: 563 kW (765 PS)                                                             | 369 kW (495 PS)                                     |
| Getriebe                           | 3-Gang oder 2-Stufen-Powerglide                          | 3-Stufen- oder 4-Stufen- oder 2-Stufen-Automatik (Powerglide) | 3-Stufen- oder 4-Stufen- oder 2-Stufen-Automatik (Powerglide) | 4-Gang oder 3-Stufen-Automatik bzw. 4-Stufen-Automatik (TH700R4, nur 1982)                                               | 4-Gang oder 6-Gang ZF – oder 4-Stufen-Automatik | 6-Gang (Tremec 56) oder 4-Stufen-Automatik (TH4L60E) | 6-Gang (Tremec 56 ab Mj. 2008 6060) oder 4-Stufen-Automatik (TH4L65E) oder 6-Stufen-Automatik (TH6L80e)                                                         | 7-Gang oder 6-Stufen Automatik (8-Stufen Automatik ab Mj. 2015)                                                       | 8-Gang-Doppelkupplungsgetriebe                      |
| Höchstgeschwindigkeit vmax in km/h | 170                                                      | 241                                                           | 193 (Z06: 240)                                                | 201 | 225; ab Mj. 1992: 233 (ZR-1: 290)               | 297 (Z06: 278 Drehzahllimit) | 300; ab Mj. 2008: 306 Z06: 320; ZR1: 330 | Coupé: 290, Cabriolet: 282 Z06: 315                                                                                   | >300                                                |
| Karosserieform                     | Cabriolet                                                | Cabriolet                                                     | Coupé oder Cabriolet                                          | Coupé; Cabriolet bis 1975                                                                                                | Coupé; Cabriolet ab 1986                        | Coupé oder Cabriolet | Coupé oder Cabriolet | Coupé oder Cabriolet                                                                                                  | Coupé                                               |
| Länge                              | 4250 mm                                                  | 4250 mm                                                       | 4450 mm                                                       | 4640 mm | 4480 mm                                         | 4570 mm | 4430 mm Z06/ZR1: 4460 mm | 4485 mm | 4630 mm                                             |
| Breite                             | 1770 mm                                                  | 1770 mm                                                       | 1770 mm                                                       | 1750 mm | 1800 mm ZR-1 1880 mm                            | 1870 mm | 1844 mm Z06/ZR1: 1927 mm | 1877 mm | 1934 mm                                             |
| Höhe                               | 1310 mm                                                  | 1310 mm                                                       | 1260 mm                                                       | 1210 mm | 1190 mm                                         | 1200 mm | 1230 mm | 1235 mm | 1234 mm                                             |
| Radstand                           | 2590 mm                                                  | 2590 mm                                                       | 2490 mm                                                       | 2490 mm | 2440 mm                                         | 2660 mm | 2680 mm | 2710 mm | 2722 mm                                             |
| Leergewicht                        | 1305 kg                                                  | 1305 kg                                                       | 1375 kg                                                       | 1410 kg | 1530 kg                                         | 1470 kg | 1460 kg (Z06: 1418 kg) | 1539 kg, Cabriolet: 1589 kg                                                                                           | 1530 kg                                             |
| Karosseriematerial                 | GFK                                                      | GFK                                                           | GFK                                                           | GFK | GFK                                             | GFK | GFK (Z06 / ZR1: GFK und CFK) | GFK und CFK | –                                                   |
| Chassis                            | x-förmiger Stahlkastenrahmen                             | x-förmiger Stahlkastenrahmen                                  | Stahl-Leiterrahmen                                            | Stahlkastenrahmen | Zentralrohrrahmen, „Käfigstruktur“              | Stahlrahmen | Stahlrahmen (Z06 / ZR1: Aluminiumrahmen) | Aluminiumrahmenstruktur                                                                                               | –                                                   |
| Aufhängung vorn                    | einzeln an Querlenkern, Schraubenfedern und Stabilisator | Dreieckslenker, Schraubenfedern und Stabilisator              | Dreieckslenker und Schraubenfedern                            | Dreieckslenker und Schraubenfedern                                                                                       | Dreieckslenker und Querblattfeder               | Schmiedealuminium-Doppelquerlenker, Querblattfeder aus Verbundkunststoff und hohlgebohrter Stabilisator; optional Magnetic-Selective-Ride-Control-Dämpfersystem | Schmiedealuminium-Doppelquerlenker, Querblattfeder aus Verbundkunststoff und hohlgebohrter Stabilisator; optional Magnetic-Selective-Ride-Control-Dämpfersystem | Magnetic Selective Ride Control: computergesteuertes, aktives Stoßdämpfersystem, Querblattfeder aus Verbundkunststoff | Doppelquerlenkeraufhängung, Stoßdämpfer             |
| Aufhängung hinten                  | Starrachse mit Halbelliptikfedern                        | Starrachse mit Halbelliptikfedern                             | einzeln mit Querblattfeder, Dreieckslenkern                   | Fünflenkerachse und Querblattfeder                                                                                       | Fünflenkerachse und Querblattfeder              | Gussaluminium-Trapezlenkerachse, Querblattfeder aus Verbundkunststoff und hohlgebohrter Stabilisator; optional Magnetic-Selective-Ride-Control-Dämpfersystem    | Gussaluminium-Trapezlenkerachse, Querblattfeder aus Verbundkunststoff und hohlgebohrter Stabilisator; optional Magnetic-Selective-Ride-Control-Dämpfersystem    | Magnetic Selective Ride Control: computergesteuertes, aktives Stoßdämpfersystem, Querblattfeder aus Verbundkunststoff | Doppelquerlenkeraufhängung, Stoßdämpfer             |
| Bremsen                            | Trommelbremsen                                           | Trommelbremsen                                                | Trommelbremsen, Scheibenbremsen                               | Scheibenbremsen innenbelüftet, 4-Kolben-Bremssattel                                                                      | Scheibenbremsen innenbelüftet                   | Scheibenbremsen innenbelüftet | Scheibenbremsen innenbelüftet und gelocht (ZR1: Carbon-Keramik-Scheibenbremsen innenbelüftet und gelocht)                                                       | Scheibenbremsen innenbelüftet, 4-Kolben-Bremssattel, Durchmesser VA: 345 mm, HA: 338 mm                               | Scheibenbremsen innenbelüftet, 4-Kolben-Bremssättel |

## Corvette Racing
Die Corvette ist seit der C1 über 50 Jahre im Motorsport mit dabei. In der neueren Zeit war die Corvette C5-R seit dem Jahre 2000 in verschiedenen Rennserien sehr erfolgreich. Diese Erfolge wurden ab 2005 von der neuen Corvette C6.R weitergeführt, so dass zahlreiche wertvolle Erfahrungen aus dem Rennsport in die Straßenversion, also in die Serienproduktion der normalen Corvette geflossen sind. Als einer der ältesten nach wie vor gebauten Sportwagen der Automobilgeschichte hat die Corvette seit 1956 mehrere Meisterschaften gegen die größten Namen im automobilen Rennsport rund um den Globus gewonnen und viele Geschwindigkeitsrekorde aufgestellt.
Hier einige wichtige, historische Beispiele:
- 1957: gewann Corvette mit dem SR-2 (Sebring Racer/Sports Racing) die GT-Klasse beim Sebring Enduro Race
- 1960: Klassensieg 24-Stunden-Rennen von Le Mans mit der Corvette Sting Ray in der Klasse Big Bore GT
- 1962: 12-Stunden-Rennen von Sebring 2. in der A/Production-Klasse
- 1964/66/67/68: 12-Stunden-Rennen von Sebring: Klassensieg in der GT-Klasse
- 1967: neuer Geschwindigkeitsrekord in Le Mans (276,00 km/h)
- 1968/70/71: 24H-Daytona-Continental-Sieger mit der 3. Generation (C3)
- 1972/73: 12-Stunden-Rennen von Sebring: Klassensieg in der GT-Klasse
- 1972: neuer Geschwindigkeitsrekord in Le Mans (339,57 km/h)
- 1975/78/79/81: SCCA Trans Am-Sieger
- 1980: bei den Bonneville Speed Week on the Utah Salt Flats gewinnt eine 1968 Bi-Turbo-Corvette den Titel in der AA/GT-Klasse mit einer Höchstgeschwindigkeit von 387,413 km/h, was sie gleichzeitig zum schnellsten Originalform-Fahrzeug der Welt machte.
- 1981–1988: etliche weitere Siege in den Klassen SCCA/GT
- 1988: Die Callaway Sledgehammer Corvette erreicht eine Höchstgeschwindigkeit von 410 km/h
- 1990: Im Firestone Test Center in der Nähe von Fort Stockton, Texas werden mit zwei, bis auf die Auspuffanlage (ohne Kat/Auspufftopf), originalen ZR-1- und L98-Corvettes, rund ein Dutzend neue Geschwindigkeitsweltrekorde aufgestellt, darunter 5000-Meilen-Rekord, 24-Stunden-Distanz-Rekord usw.
- 1993: 12-Stunden-Rennen von Sebring: 2. und 3. Platz in der GT-Klasse
- 1993: Fast ein Dutzend SCAA-Siege
- 1994: Spa, Belgien: 2. in der GT2-Klasse
- 1995: 24-Stunden-Rennen von Le Mans: 2. und 3. Platz von Callaway Racing in der Klasse GT2

### Corvette C5-R

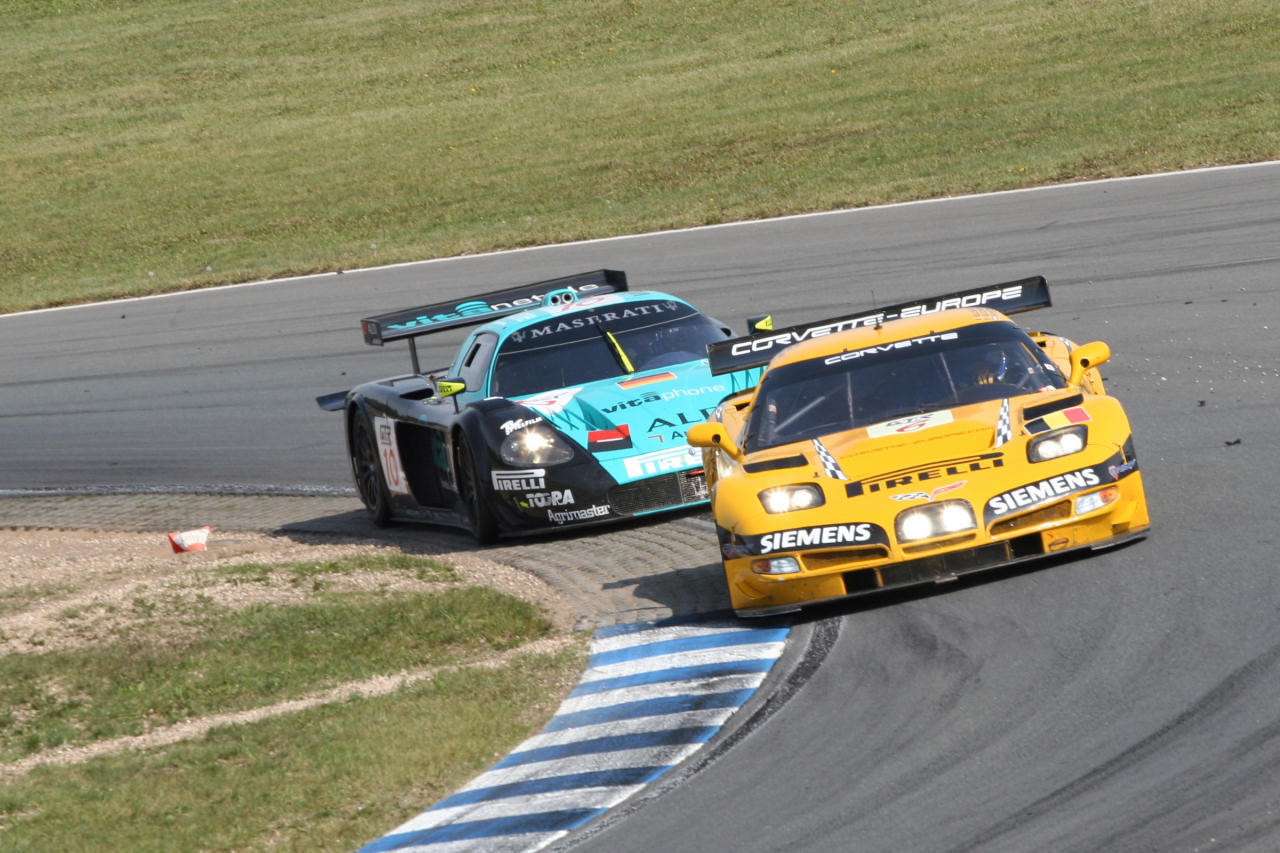
Corvette C5-R

Der C5-R Rennwagen wurde von Pratt & Miller für GM Racing gebaut. Er basiert auf der Corvette C5, hat aber einen längeren Radstand, eine breitere Spur, eine veränderte Formgebung (z. B. keine Klapp-, sondern Standard-Scheinwerfer) sowie einen von 5,7 auf 7,0 Liter Hubraum vergrößerten V8-Motor, der in den Außenmaßen (Small-Block) unverändert blieb. Lediglich Zylinderbohrung und Hub wurden verändert. Die C5-R nahm während ihrer Einsätze an den American Le Mans Series in der GTS-Klasse teil und bestritt in den Jahren 2000 bis 2004 fünfmal die 24 Stunden von Le Mans.

### Corvette C6.R

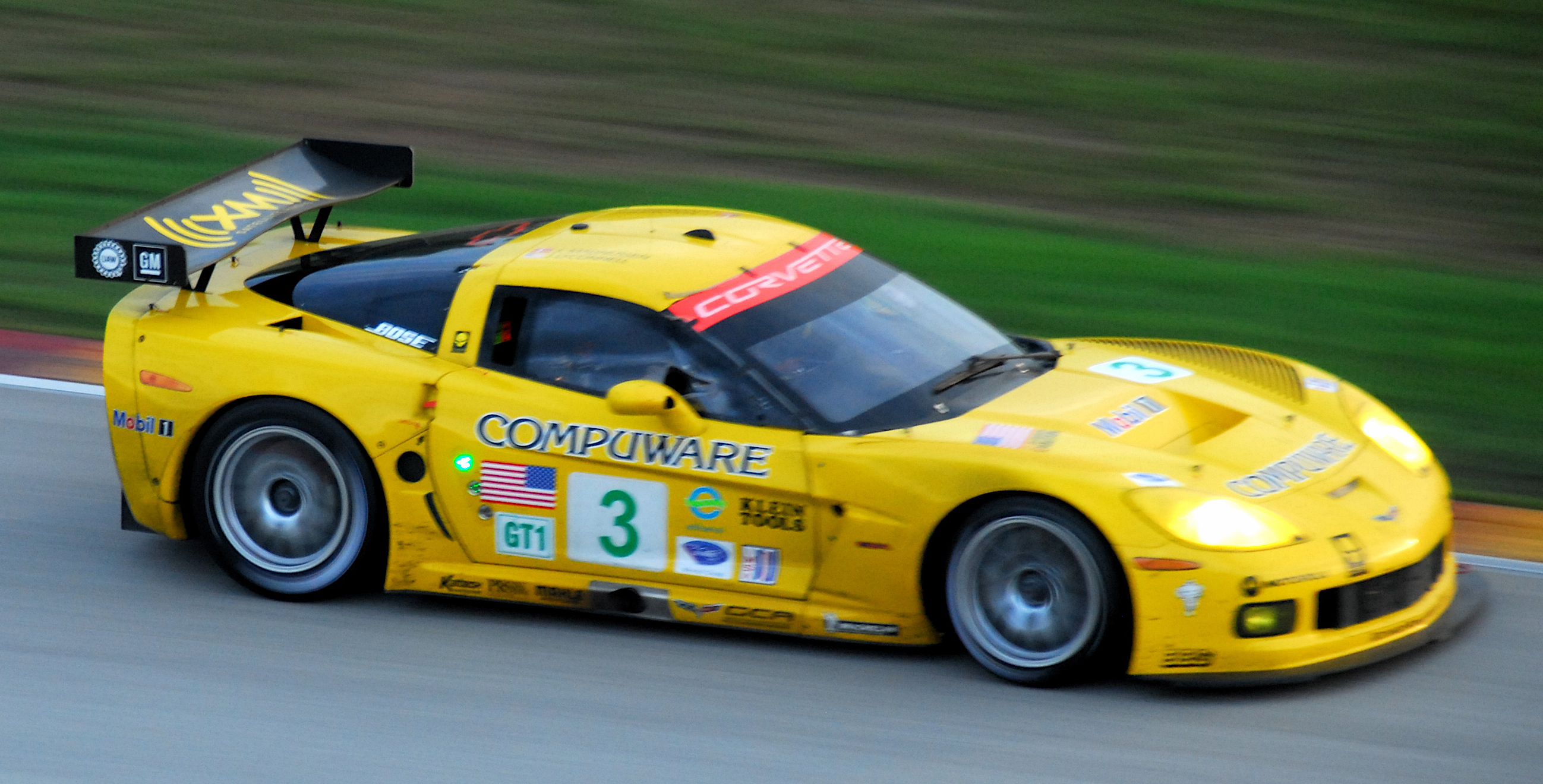
Corvette C6.R

Die Corvette C6.R basiert auf der Corvette C6. Das Fahrzeug ist ein GT1-Rennwagen, der wie der Vorgänger, die Corvette C5-R, von der Firma „Pratt & Miller“ im Auftrag von GM-Racing entwickelt wurde. Sie ist optisch näher an der Serienversion als die C5-R, die damals tiefere Eingriffe in die Karosserie hinnehmen musste. Die C6.R wurde erstmals vor ihrem ersten Renneinsatz der Saison 2005 bei den 12-Stunden-Rennen von Sebring vorgestellt. Die Rennversion der C6 behielt zwar den 7,0-Liter-V8 aus dem Vorgänger, aber er wurde seriennäher zum LS7-Motor aus der C6 Z06.

### Corvette C6 Z06-R GT3
Die Corvette Z06-R GT3 basiert auf der normalen C6 Z06 und wurde für die FIA-Rennserien nach GT3-Reglement umgebaut. Das Rennfahrzeug wurde im Auftrag von General Motors durch die bekannte Corvette-Tuningfirma „Callaway Competition“ in Deutschland entwickelt. An der Karosserie wurde nicht viel verändert, jedoch unterscheidet sich die Rennversion technisch deutlich von der Serien-Z06.